# Leptusa pseudopaca
Leptusa pseudopaca är en skalbaggsart som beskrevs av Jan Klimaszewski, Majka in Klimaszewski, Pelletier och Christopher G. Majka 2004. Leptusa pseudopaca ingår i släktet Leptusa och familjen kortvingar. Inga underarter finns listade i Catalogue of Life.